# Xã Ross, Quận Luzerne, Pennsylvania
Xã Ross (tiếng Anh: Ross Township) là một xã thuộc quận Luzerne, tiểu bang Pennsylvania, Hoa Kỳ. Năm 2010, dân số của xã này là 2.937 người.